# Of Feline Bondage
«Of Feline Bondage» (с англ. — «Волшебное преображение; Мышь-невидимка») — 140 мультфильм из серии короткометражек «Том и Джерри». Дата выпуска: 1965 год. Это 13 серия из 34 эпизодов.

## Сюжет
Джерри бежит в бильярдной комнате и внезапно попадает в банку, которую протянул Том. Том трясёт банку, выкатив Джерри к стене, и тот превращается в куб при столкновении со стеной. Джерри бежит уже в нормальном виде, а затем проходит вдоль бильярдного стола, где внезапно ударил кий Тома по белому шару. Шары катятся по всему столу. Джерри от страха убегает от шарика под номером 8, который его преследует, пока не расплющит Джерри уже в норе. Джерри пожимает плечами в состоянии тоски, пока около него не появится добрая фея и своим волшебством не вернёт его в прежний вид.
Джерри рассказывает фее о случившейся ситуации, которая произошла из-за Тома. Когда фея это поняла, она наколдовала ему бутылку зелья, объясняя ему эффекты зелья едва слышным шёпотом. Они обмениваются злорадной улыбкой и Джерри благодарит её за помощь. Когда фея исчезает, Джерри немедленно выпивает зелье, которое делает его невидимым. Джерри высовывается из своей норы, где видит кусок сыра, привязанный на нитке к удочке. Джерри спокойно развязывает узел на другом конце удочки и заносит сыр в нору. Том очень сильно возмущён происходящим и ложится около мышиной норы. Джерри бросает лассо из нитки на нос Тома, а затем ему оттягивает нос и уши назад. Том оказался в недоумении, когда невидимый Джерри связал его хвост в узел. Испуганный Том, увидев ножницы, кричит и резко убегает на чердак, чтобы спрятаться от невидимого Джерри.
Том сидит в засаде, спрятавшись за сундуком, но Джерри и там его нашел. Джерри ножницами срезает едва высунувшемуся Тому усы и скальп. Том, убегая от Джерри, прячется в вазе, оставляя высунутый хвост наружу. Джерри подрезает ему хвост, придав ему форму ёлочки, а затем проникает в вазу, чтобы обстричь Тома. Пока Том отмахивался от Джерри, ваза треснула от неоднократных подпрыгиваний. Когда ваза разбивается, Том показывается в таком виде: усы срезаны; выбриты лапы, грудь, скальп и таз; а оставшаяся часть меха в виде серых шорт и белой майки.
Невидимый Джерри смеётся над внешним видом Тома, держа в руках ножницы, но тут эффект зелья истощается и Джерри снова становится видимым. Том протягивает зеркало на Джерри и тот, увидев своё отражение в нем, прекращает смеяться после того, как он осознаёт свою ошибку. Когда Том понял, что это было дело рук Джерри, он в отместку берет его и состригает ножницами так, что оставшийся на нём мех становится в виде бикини. Том и Джерри ложатся спиной на пол и вместе смеются.

## Интересные факты
- Название «Of Feline Bondage» является отсылкой к названию книги «Of Human Bondage» («Бремя страстей человеческих»).
- Это одна из 23 серий, где побеждают и Том, и Джерри.
- Сюжет мультфильма напоминает серии The Invisible Mouse и Cue Ball Cat вместе взятые.
- Это единственная из 34 серий Чака Джонса, в котором аниматор Дон Тоусли был сценаристом.